# Le Choix le plus simple
Pour plus de détails, voir Fiche technique et Distribution.
Le Choix le plus simple est un film français de court métrage réalisé par Henri Aisner, sorti en 1951.

## Fiche technique
- Titre : Le Choix le plus simple
- Réalisation : Henri Aisner
- Commentaire : Pierre Goriot, dit par Jean Grémillon
- Photographie : Nicolas Hayer et Jean Isnard
- Production : Mouvement de la paix
- Pays d'origine :  France
- Format : Noir et blanc
- Genre : Documentaire
- Durée : 22 minutes
- Date de sortie : 1951

## À propos du film
Le site Ciné-archives précise que le film, sans visa d'exploitation, a été diffusé à l'époque dans les réseaux du Mouvement de la paix et du parti communiste français. Dans Archives secrètes du cinéma français 1945-1975, Laurent Garreau indique que Le Choix le plus simple a été « interdit totalement en raison du caractère communiste des thèses qu'il soutient ».
Tangui Perron note qu'il s'agit d'un « documentaire très marqué par le climat de guerre froide où s'exerce un art remarquable du montage ».